# Universitäts-Kinderspital beider Basel
Das Universitäts-Kinderspital beider Basel (kurz UKBB) ist ein eigenständiges, universitäres Zentrum für Kinder- und Jugendmedizin sowie für Lehre und Forschung in Basel.
Nach mehreren Jahren Planungs- und Bauzeit hat das seit 1999 bestehende UKBB am 29. Januar 2011 den Betrieb im Neubau an der Spitalstrasse 33 in Basel aufgenommen. Die bunte Fassade des Gebäudes gilt als Wahrzeichen des Spitals. Fast 900 Mitarbeiter verschiedener Abteilungen kümmern sich jedes Jahr um rund 6'700 stationäre Säuglinge, Kinder und Jugendliche und führen rund 84'000 ambulante Behandlungen durch. Im UKBB befinden sich die grösste kinderorthopädische Abteilung der Schweiz sowie eine der grössten Kindernotfallstationen der Schweiz.

## Notfallstation
Die Notfallstation im UKBB ist rund um die Uhr besetzt. Sie ist sowohl vor Ort als auch telefonisch eine Anlaufstelle für Notfälle. Mit über 31'000 Konsultationen pro Jahr gehört sie zu den grössten der Schweiz. Sie bewältigt pro Tag, je nach Andrang, gelegentlich über hundert Konsultationen und bis zu 70 telefonische Auskünfte.

## Geschichte
Die Gründung eines Kinderspitals in Basel hat die Stadt Basel Anna Elisabeth Burckhardt-Vischer zu verdanken. Das Nebengebäude ihres Wohnhauses zum Kränzlein, an der St. Johanns-Vorstadt 39, liess sie so umbauen, dass es zur Pflege kranker Kinder genutzt werden konnte. 1846 eröffnete sie das kleine Pflegeheim. Bereits am Eröffnungstag waren drei der sechs Krankenbetten mit kleinen Patienten belegt. Die ärztliche Betreuung wurde unentgeltlich von Carl Streckeisen übernommen. Für die Pflege der Patienten war Carolina Rauh, eine Krankenpflegerin aus Württemberg, zuständig.
1852 gründeten die Schwestern Anna Elisabeth Burckhardt-Vischer, Juliana Birmann-Vischer und Charlotte His-Vischer die Stiftung «Kinderspital Basel». Nach dem Tod der drei Damen wurde das Grundstück am Rheinufer, im Kleinbasel, gekauft und die Errichtung des Kinderspitals in die Wege geleitet.

### Kinderspital Basel

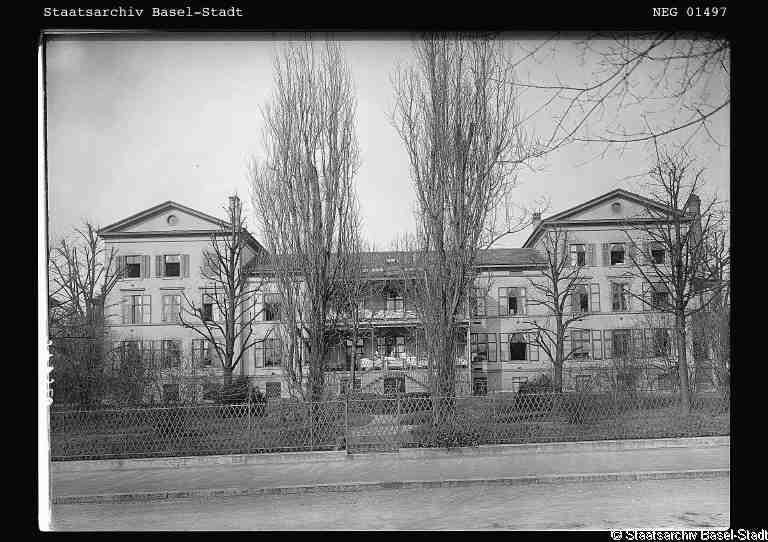
Kinderspital Basel, Eröffnung 2. Januar 1862, am Rheinufer, im Kleinbasel, Bild ca. 1910

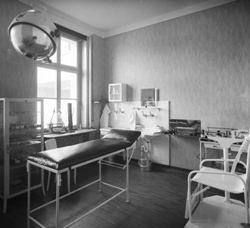
Kinderspital Basel, Patienten-Aufnahmezimmer um 1870

Als ursprünglicher Geburtstag des Basler Kinderspitals gilt der 2. Januar 1862. Mit einer kleinen Feier wurde das neu erbaute Spital am Rheinufer eröffnet. Zu Beginn verfügte es über 40 Betten und galt lange Zeit als Musterbau für eine Kinderklinik. Schon bald machte sich das Fehlen eines eigenen Operationssaals nachteilig bemerkbar. Für kleinere Eingriffe wurde ein Aufnahmezimmer als provisorischer Operationsraum hergerichtet. Erst Rund 30 Jahre nach der Eröffnung konnte im Kinderspital schliesslich der erste richtige Operationssaal in Betrieb genommen werden. Bald darauf auch das erste Röntgengerät. Mit Zunahme der Bevölkerungszahl stiegen auch die Patientenzahlen im Kinderspital. Waren es im Jahr 1862 noch 120, so mussten im 2009 bereits rund 6'500 Patienten betreut werden.

### Fusion zum Universitäts-Kinderspital beider Basel
Anfang 1999 fusionierten die beiden kantonalen Kinderspitäler in Basel und auf dem Bruderholz zum Universitäts-Kinderspital beider Basel (UKBB), einer öffentlich-rechtlichen Organisation mit drei Standorten. Während an der Römergasse in Basel die allgemeine Kinderheilkunde, eine Notfallstation und eine Poliklinik untergebracht waren, fanden auf dem Bruderholz (Kanton Basel-Landschaft) die Kinderchirurgie, die Kinderorthopädie, die Intensivpflege sowie eine weitere Notfallstation und eine Poliklinik ihren Platz. Die Neonatologie, also die Abteilung für kranke Neugeborene und Frühchen, wurde mit ihren 16 Betten in den Neubau des Basler Frauenspitals integriert und somit offiziell zum dritten Standort des UKBB. Bereits nach kurzer Zeit wurde jedoch klar, dass eine Verteilung des Betriebs auf verschiedene Standorte Probleme nach sich zieht. Aus diesem Grund suchten die beiden Kantone Basel-Stadt und Basel-Landschaft nach einer passenden Lösung: Im August 2000 sprachen sich die beiden Regierungen für ein neues Spital an einem einzigen Standort auf dem Areal der ehemaligen Frauenklinik in Basel aus.

## Organisation

### Verwaltung
Eine Geschäftsleitung, welche sich aus Personen der verschiedenen Bereiche des Spitals zusammensetzt, führt das UKBB administrativ.
Neben zahlreichen Mitarbeitenden in den Bereichen der Medizin und Pflege beschäftigt das Universitäts-Kinderspital beider Basel weitere Personen in unterschiedlichen Verwaltungs-Abteilungen.

### Abteilungen / Fachbereiche
- Adoleszentenmedizin
- Anästhesie
- Care Management
- Dermatologie
- Endokrinologie/Diabetologie
- Forschung
- Gastroenterologie
- Gynäkologie
- Infektiologie/Vakzinologie
- Intensivmedizin
- Kardiologie
- Kinderchirurgie
- Kindermedizin (Pädiatrie)
- Medizinische Genetik
- Neonatologie
- Nephrologie
- Neuro-/Entwicklungspädiatrie
- Onkologie/Hämatologie
- Orthopädie
- Pädiatrielabor
- Pflegedienst
- Pneumologie
- Psychiatrie
- Radiologie
- Rheumatologie
- Tagesklinik
- Therapien/Pädagogik
- Spitalpädagogik

## Weitere Dienstleistungen
Im Bereich Care Management bietet das Universitäts-Kinderspital weitere Dienstleistungen an, die Patienten, ihren Angehörigen und letztlich auch den Mitarbeitenden zugutekommen. Zum Care Management gehören neben der Spitalpädagogik auch der Besuchsdienst, die Sozialberatung, das Care Team und die Dolmetscherdienste sowie die Villa Kunterbunt und die Bibliothek/Ludothek an. Auch Spitalführungen für Schulklassen werden vom Care Management organisiert.

### Kinderhort Villa Kunterbunt
Das Universitäts-Kinderspital verfügt über einen Kinderhort. Dieser wird als Villa Kunterbunt bezeichnet und bietet nicht nur betreutes Malen und Basteln, sondern auch eine Bibliothek (Aussenstelle der GGG Stadtbibliothek Basel) und Ludothek, in der Spiele und Bücher ausgeliehen werden können. Dies kann von Geschwisterkindern aber auch von UKBB-Patienten genutzt werden.

### Spitalschule
Um den Kindern ein wenig Alltag ans Krankenbett zu bringen, gibt es im UKBB die Abteilung Spitalpädagogik, die in den Bereich Care Management eingebunden ist. Ausgebildete Lehrer üben mit den Kindern Mathematik oder Französisch. Dabei passen sie sich dem Schulstoff und dem Gesundheitszustand des jeweiligen Kindes an. Die Lehrpersonen arbeiten eng mit der Schule des Kindes zusammen, sodass das Kind trotz Krankheit nicht den Anschluss im Unterricht verliert.

## Organisationen / Vereine / Kooperationen/Stiftungen

### Belop – Begleitung der Eltern während der Operation ihres Kindes
Die Elternbegleiterinnen kümmern sich um Eltern, deren Kinder gerade operiert werden oder eine Untersuchung unter Narkose haben. Eine Elternbegleiterin bleibt an der Seite der Eltern, bis das Kind eingeschlafen ist. Danach zeigt sie ihnen, wo sie warten können, hilft ihnen dabei sich im Spital zurechtzufinden. Sie trinkt auf Wunsch einen Kaffee mit ihnen oder hört einfach nur zu. Die Elternbegleiterin ist im Kontakt mit dem Operationsteam und kann über die Dauer der Operationen informieren. Sobald das Kind zurück im Aufwachraum ist, bringt die Begleiterin die Eltern wieder zu ihm. Elternbegleiterinnen sind täglich im Einsatz am UKBB. Belop entlastet damit sowohl die Mitarbeitenden im Spital wie auch die Eltern.
Seit Anfangs 2019 ist Belop ein Projekt der Stiftung Pro UKBB.

### Spitalclowns
Über die Stiftung Theodora werden die kleinen Patienten drei Mal pro Woche von den Traumdoktoren besucht (Di./Mi./Do.).

### Stiftung Pro UKBB
Die Stiftung Pro Universitäts-Kinderspital beider Basel wurde am 6. Januar 2005 gegründet. Sie setzt sich für die langfristige Entwicklung des Universitäts-Kinderspitals beider Basel (UKBB) ein.

### Ronald McDonald Haus
Das Ronald McDonald Haus Basel bietet seit Ende 2010 Eltern kranker Kinder ein Zuhause auf Zeit.

## Forschung
Die am UKBB vertretenen klinisch-epidemiologischen (die Praxis betreffenden) und experimentellen Forschungsgebiete sind in die Forschungsschwerpunkte der Medizinischen Fakultät der Universität Basel integriert und mit zahlreichen Arbeitsgruppen aus Klinik und biomedizinischer Forschung im In- und Ausland vernetzt. Die so genannte Grundlagenforschung des UKBB ist im Departement für Biomedizin der Universität angesiedelt.
Besondere Bedeutung geniessen folgende Forschungsschwerpunkte im UKBB:
- Entwicklungspädiatrie/Pneumologie
- Immunologie/Infektiologie
- Onkologie/Hämatologie
- Kinderorthopädie

## Aus-, Fort- und Weiterbildung
Das Universitäts-Kinderspital beider Basel bildet zukünftige Kinderärzte, Pflegende und Therapeuten aus. Das Spital bietet zudem Lehrstellen in den verschiedensten Bereichen an.